# Andrena thomensis
Andrena thomensis är en biart som beskrevs av Cockerell 1932. Andrena thomensis ingår i släktet sandbin, och familjen grävbin. Inga underarter finns listade i Catalogue of Life.